# Macizo de Vercors

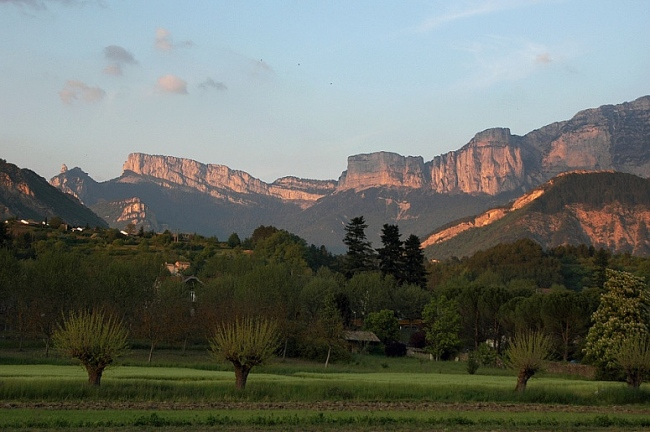
Cadena de Glandasse

El macizo de Vercors es una cadena montañosa de los Alpes, a caballo entre los departamentos franceses de Isère y Drôme, alcanzando un máximo de 2341 metros en el Grand Veymont. Su naturaleza geológica principalmente de piedra caliza ofrece un relieve de acantilados, crestas, valles, quebradas, más complejo de lo que el calificativo de "meseta" podría sugerir. Por lo tanto, se divide en varias regiones, geográficamente e históricamente distintas: las Cuatro Montañas, los Coulmes, Vercors Drôme, las tierras altas y en las faldas, Royans, el Gervanne, el Diois y el Trièves.
Ha sido apodado la "Fortaleza". Esta compleja geografía explica por qué el Vercors ha carecido durante mucho tiempo de una unidad real, los viajes y los intercambios económicos se hacían entre la montaña y el llano, en lugar de entre las diferentes partes del macizo. El nombre de Vercors es de uso reciente para referirse a todo el macizo: hasta mediados del siglo XX, se refería sólo al cantón de La Chapelle-en-Vercors unido a Royans. El norte del macizo alrededor de Lans-en-Vercors, Villard-de-Lans, y Méaudre Autrans, en conjunto con la región de Grenoble, era llamado hasta entonces las Cuatro Montañas. Fueron los trágicos sucesos de la Segunda Guerra Mundial con la creación del maquis de Vercors, el desarrollo del turismo y, finalmente, la creación del parque regional en el territorio lo que refuerzan la unidad del macizo.
Ahora es un lugar para deportes en plena naturaleza donde el medioambiente está protegido. Aunque el hombre ha modelado profundamente el panorama para la agricultura y la silvicultura, los planes de reforestación han hecho de Vercors uno de los principales bosques de Francia y una reserva para especies como el tulipán meridional y el gallo lira común, dos de los símbolos del parque, a los que se suman también el íbice alpino y el buitre leonado que han sido reintroducidos. La fauna y la flora son muy diversas debido a las diferencias climáticas entre los extremos norte y sur del macizo, así como la altitud. El parque también tiene como objetivo promover el turismo y apoyar las producciones locales.

### Situación
El Vercors es un macizo de los Prealpes franceses, en los Prealpes del Delfinado, ubicado en el sureste del país, abarcando los departamentos de Isère y la Drôme (región Auvernia-Ródano-Alpes), a unos cien kilómetros al sureste de Lyon. Su área es aproximadamente de 1350 km², con sesenta kilómetros de longitud de norte a sur y cuarenta de oeste a este, por lo que es el macizo más grande en los Pre-Alpes del Norte.